# Carmen Lundy
Carmen Lundy, (Miami, 1954. november 1. –) amerikai dzsesszénekesnő, zongorista, gitáros; színésznő. Egy szinten emlegetik Aretha Franklinnal, Ella Fitzgeralddal és Sarah Vaughannal.  A „Modern Ancestors” (2021) és „Fade to Black” (2022) című albumait Grammy-díjra jelölték a legjobb dzsesszénekes-album kategóriában. Carmen Lundy több mint négy évtizede koncertezik. Curtis Lundy basszusgitáros testvére.
Olyan nagytehetségű zenészek, mint Carmen Lundy, aki énekesként, zeneszerzőként, szövegíróként, hangszerelőként és zongoristaként több mint négy évtizede jelen van, és kevesen vannak közöttünk.
| Carmen Lundy                              | Carmen Lundy                              |
| Kattints az alábbi külső linkek egyikére! | Kattints az alábbi külső linkek egyikére! |
| ----------------------------------------- | ----------------------------------------- |
| Nem található szabad kép.(?)              |                                           |
| külső link · jogvédett                    | Carmen Lundy                              |

## Pályafutása
Lundy eleinetegospel kórusokban és rhythm and blues zenekarokban énekelt. A Miami Egyetemen klasszikus éneket tanult, majd zrnedzerzést és jszsesszelméletet is. Ezután New Yorkba költözött, ahol a Thad Jones/Mel Lewis Big Band és Ray Barretto együttesben énekelt.
Eljátszotta Billie Holiday szerepét egy Broadway-produkcióban, majd Európába ment a „Sophisticated Ladies” című műsorral. 1980-tól saját együtteseket vezetett, amelyekben többek között John Hicks, Fred Wesley, Cedar Walton, Walter Bishop, Jr. és a testvére, Curtis Lundy szerepelt. Első albumuk, a „Good Morning Kiss” (1985) a Billboard szavazásán a jazz legjobb tíz között volt.
Ezt európai turnék és fesztiválfellépések követték. A következő albumokon többek között Kenny Kirkland, Kevin Eubanks, Chico Freeman, Bob Mintzer, Randy Brecker és Harry Whitaker mellett szerepelt. Dino Betti van der Noot és Kip Hanrahan számos albumán is hallható, és együtt dolgozott Don Pullennel, Marian McPartlanddel, Ernie Wattsszal és Bobby Watsonnal. 2006-ban vendégénekes volt Geri Allen „Timeless Portraits and Dreams” című albumán.
Lundy színésznőként és festőként is dolgozik, valamint egyes amerikai egyetemeken is tanít.

## Albumok
- 1985: Good Morning Kiss
- 1987: Night and Day
- 1992: Moment to Moment
- 1995: Self Portrait
- 1997: Old Devil Moon
- 2001: This is Carmen Lundy
- 2003: Something to Believe In
- 2005: Jazz and the New Songbook − Live at the Madrid
- 2007: Come Home
- 2009: Solamente
- 2012: Changes
- 2014: Soul to Soul
- 2017: Code Noir
- 2019: Modern Ancestors
- 2022: Fade to Black

## Filmek
- Carmen Lundy az IMDb-n

## Díjak
- „Modern Ancestors” (2021) és „Fade to Black” (2022): Grammy-díj jelölések

## Fordítás
Ez a szócikk részben vagy egészben  a   Carmen Lundy című német Wikipédia-szócikk ezen változatának fordításán alapul.  Az eredeti cikk szerkesztőit annak laptörténete sorolja fel. Ez a jelzés csupán a megfogalmazás eredetét és a szerzői jogokat jelzi, nem szolgál a cikkben szereplő információk forrásmegjelöléseként.